# Eklidens skola

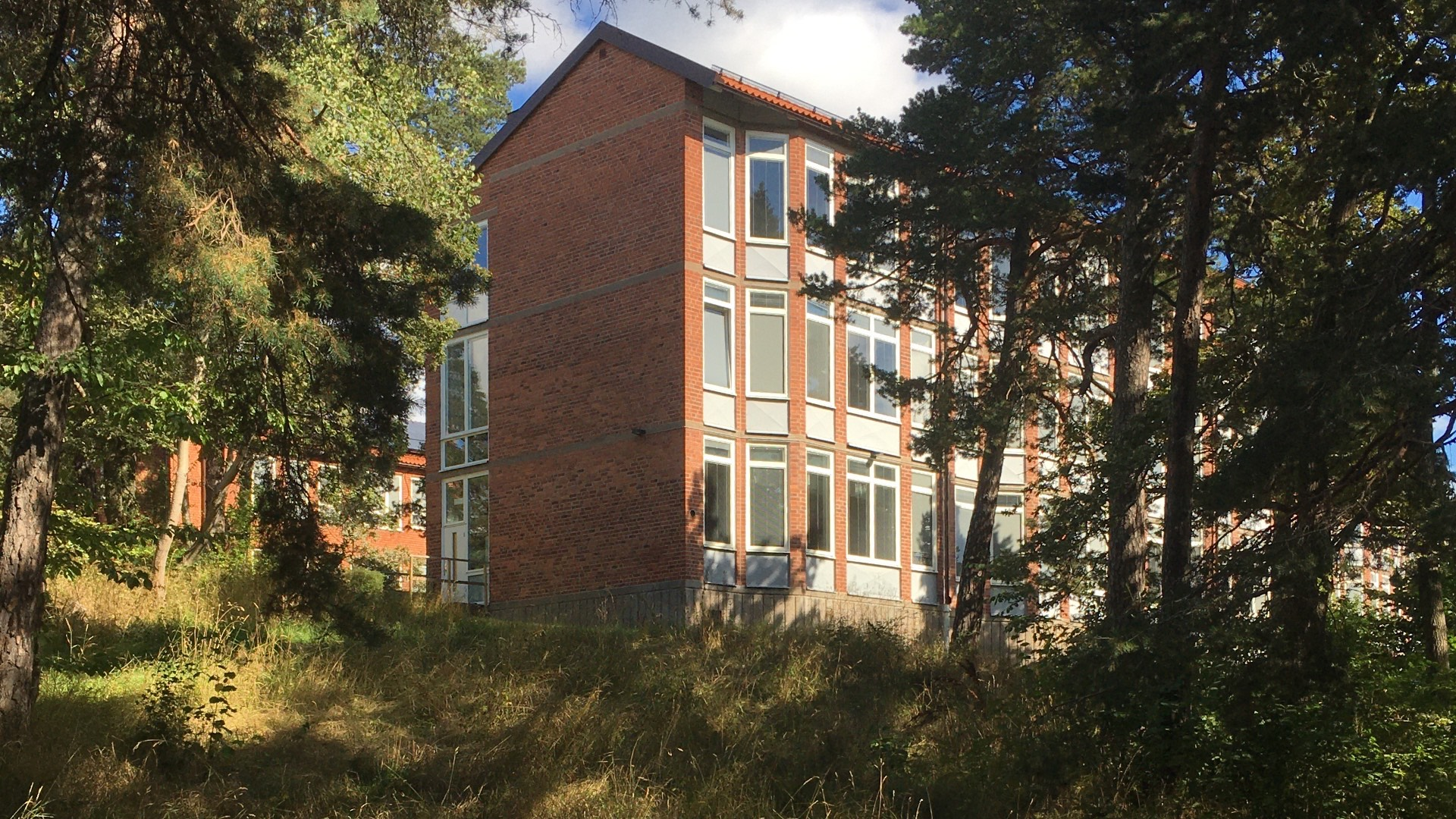
Eklidens skola, bild på västra skolbyggnaden

Eklidens skola är en kommunal högstadieskola belägen i centrala Nacka. Nära skolan finns Nacka aula, Nacka Stadshus och Nacka sportcentrum med ishall, simhall, flera sporthallar inomhus och idrottsplatser utomhus. Skolan ligger i anknytning till Nacka Gymnasium, gymnasiet och högstadieskolan delar bland annat matsalsbyggnad. Eklidens skola är en av Sveriges största högstadieskolor.

## Ämnesprofiler
Eklidens skola är uppdelat i sex stycken arbetslag, alla arbetslag med en egen profilering. På skolan finns Idrottsklasser, Nacka Musikklasser, NO-klasser, SAM-klasser, Internationella-klasser (f.d. Språk och Kulturklasser) och Teknik och Designklasser, samt anpassad grundskola. Däremot från och med 2024 fram till 2026 kommer den anpassade grundskolan flytta sin verksamhet från Eklidens skola till Sickla skola. 
Baserat på vilken profilering som eleven väljer kommer den få mer tid till det ämnet samt göra projekt och utflykter som går i hand med profilen. Profileringen är synonymt med elevens val.
Eklidens skola håller även språkundervisning för 6:e klass i Spanska, Franska, Tyska för Järla skola, Sickla skola och Vilans skola. 

## Skolbyggnad
Skolan är uppdelad i 9 olika hus, i varje hus finns klassrum och skåp för elever, utom B-huset som sitter ihop med Nacka gymnasium och därför är för långt att gå till och P-huset som endast används för expedition, rektorskontor, skolsyster, skolkurator. Från och med vårterminen 2024 kommer B-huset återtas av Nacka gymnasium.  
6 av husen; V-huset, Ö-huset, Q-huset, R-huset, P-huset, N-huset hopsydda med hjälp av bland annat glaskorridoren, vilket är en korridor som sträcker sig över skolan för att enkelt gå mellan husen. Resterande; Konferens Center, Musiksalarna och B-huset är tillgängliga genom att gå utomhus. 

## Historik
I januari 2023 uppmärksammades Eklidens Skola efter att ett hot om skolskjutning riktats mot skolan. Dagen efter informationen om hotet publicerats på infomentor var en tredje del av skolans elever frånvarande, det säger Åsa Gustafsson i ett nyhetsreportage av SVT nyheter. Händelsen polisanmäldes och resulterade i en hemstudiedag under onsdagen den 25 januari. Under veckan hotet var riktat fanns vakt i glaskorridoren, alla övriga ingångar än huvudingången var låsta under veckan. 